# Владимир Балан
Владимир Александров Балан е военен летец, един от пионерите на българската бойна авиация, участвал в бойни действия по време на Първата световна война. След края на войната завършва авиоинженерство и заема ръководни постове за утвърждаване на българската авиационна школа и производството на български самолети.

## Биография
Владимир Балан е роден на 21 септември 1895 година в с. Призберг, тогава Австро-Унгария (днес Мозире, Северна Словения) в семейството на големия български учен акад. Александър Теодоров-Балан. Учи в колеж в Цариград и там за първи път вижда самолет през лятото на 1909 година. Пред гражданите на Цариград френският конструктор и летец Луи Блерио трябва да демонстрира полет със самолет. Полетът е неуспешен, но за Владимир авиацията остава завинаги и мечта и съдба.

### Военна кариера
През 1912 г. Владимир Балан е юнкер във Военното на Н.В. училище и още там е зачислен към „аеропланна рота“ при Техническата дружина с командир Радул Милков. На 25 август 1915 г. е произведен в чин подпоручик. Завършва курс на обучение в Аеропланното училище в София за летец през пролетта на 1916 година и е назначен в I аеропланно отделение към Въздухоплавателна дружина на Инженерни войски. Изпратен е на Южния (Македонския) фронт, като летателната дейност там се заключава предимно в разузнавателни полети, поради слабата въоръженост на наличните в българската войска самолети и поради това, че съотношението на силите е един към осем-десет неприятелски самолета. През лятото на 1916 година е командирован в Германия с други български летци да специализират разузнаване, коригиране на артилерийска стрелба и усвояване на нови типове самолети. Зачислен е към 70-о пруско аеропланно отделение, намиращо се на Западния фронт, югоизточно от Вердюн на летище Лебарак. Една година извършва бойни полети и лети с модерните тогава самолети Албатрос C.III и Албатрос С.V. Със Симеон Петров обхождат немски аеропланни работилници и препоръчват как по-късно да се изгради и оборудва създадената в Божурище Държавна аеропланна работилница (ДАР). Произведен е в чин поручик на 30 май 1917 година. След това е пилот от I аеропланно отделение при Втора българска армия.
На 8 юли 1917 г. Владимир Балан атакува ескадрила английски самолети, които се насочват към военните складове край Петрич. Балан сваля командира на XIX британска ескадрила капитан О. Дуайър. През лятото на 1918 година с полковник Мустаков отново посещават Германия, за да се запознаят със службата и организацията на въздухоплавателното дело, с оглед използване на немския опит и организационни решения. Уволнен от българската войска през 1919 година.
През 30-те години написва мемоарната книга „Спомените летят...“ за неговата служба като летец на фронта.

### Професионална кариера
След края на Първата световна война е студент в Политехниката в гр. Виена, Австрия. Завършва авиоинженерство в Брауншвайг и работи в Германия до 1932 година. След това е директор на ДАР-Божурище и самолетната фабрика „Капрони Български“ – Казанлък по ремонта и производството на отечествени самолети. Представител е на „Луфтханза“ за България. През годините на Втората световна война е мобилизиран в Скопие. Около 9 септември 1944 година се прибира в София.
На 29 септември Балан е отведен от дома си от група комунисти, под командването на Лев Главинчев и вероятно е убит без съд и присъда, не е известно гробното му място.

## Семейство
Владимир Балан е женен за Антоанета Хаджимишева, дъщеря на дипломата Панчо Хаджимишев, и има две дъщери – Теодора и Маргарита.

## Военни звания
- Подпоручик (25 август 1915)
- Поручик (30 май 1917)